# وعليكم السلام
وَعَلَيْكُمُ السَّلَامْ هي تحية عربية إسلامية يستخدمها العرب والمسلمون في جميع أنحاء العالم. وهي رد على تحية السلام عليكم. وقد يُضاف إليها ورحمة الله وبركاته، فتصبح «وعليكم السلام ورحمة الله وبركاته».

## حكم الابتداء بصيغة «وعليكم السلام»
التحية بصيغة وعليكم السلام لا يعتد بها ولا تستحق رداً، لقول المتولي: (لا يكونُ ذلك سلاماً، فلا يستحقّ جواباً؛ لأنّ هذه الصيغة لا تصلحُ للابتداء)، أما في حالة التحية بصيغة: عليك، أو عليكم السلام، بغير واوٍ؛ فقطع الإمامُ أبو الحسنِ الواحدي بأنه سلامٌ يتحتمُ على المخاطَب به الجوابُ، وكذلك اختار امام الحرمين ويحتمل النووي أيضا أنها لا تستحق جوابا لحديث أبي جري الهجيمي الصحابي رضي الله عنه، واسمه جابر بن سليم؛ وقيل: سليم بن جابر، قال: أتيت رسول الله صلى الله عليه وسلم، فقلت: عليك السلام يا رسول الله، قال: «لا تقل عليك السلام، فإن عليك السلام تحية الموتى»، قال الترمذي: حديث حسن صحيح.

## الابتداء بقول (سلام عليكم)

### ما ورد في القرآن
قال الله تعالى (وَالْمَلائِكَةُ يَدْخُلُونَ عَلَيْهِمْ مِنْ كُلِّ بَابٍ سَلامٌ عَلَيْكُمْ بِمَا صَبَرْتُمْ فَنِعْمَ عُقْبَى الدَّارِ) وقال تعالى (وَسِيقَ الَّذِينَ اتَّقَوْا رَبَّهُمْ إِلَى الْجَنَّةِ زُمَرًا حَتَّى إِذَا جَاءُوهَا وَفُتِحَتْ أَبْوَابُهَا وَقَالَ لَهُمْ خَزَنَتُهَا سَلامٌ عَلَيْكُمْ طِبْتُمْ فَادْخُلُوهَا خَالِدِينَ) وهي تحية الملائكة لأهل الجنة.وجاءت هذه الصيغة أيضا في قوله تعالى (وَإِذَا سَمِعُوا اللَّغْوَ أَعْرَضُوا عَنْهُ وَقَالُوا لَنَا أَعْمَالُنَا وَلَكُمْ أَعْمَالُكُمْ سَلامٌ عَلَيْكُمْ لا نَبْتَغِي الْجَاهِلِينَ)

### ما ورد في السنة
عن أبي هريرة رضي الله عنه أن رجلا مَرَّ على رسول الله صلى الله عليه وسلم وهو في مجلس فقال: سلامٌ عليكم. فقال: (عشر حسنات) ثم مَرَّ آخر فقال: سلامٌ عليكم ورحمة الله. فقال: (عشرون حسنة) ثم مَرَّ آخر فقال: سلامٌ عليكم ورحمة الله وبركاته. فقال (ثلاثون حسنة) فقام رجل من المجلس ولم يسلم فقال النبي صلى الله عليه وسلم: (ما أوشك ما نسي صاحبكم، إذا جاء أحدكم إلى المجلس فليسلم، فإن بدا له أن يجلس فليجلس، وإن قام فليسلم، فليست الأولى بأحق من الآخرة)

## هل الأفضل (السلام عليكم) أو (سلامٌ عليكم)
- إذا سلم على الحيّ، فله أنه يخيّر بين التعريف والتنكير[11]
- الأفضل قول: السَّلامُ عَلَيْكُمْ وَرَحْمَةُ اللَّهِ وَبَرَكَاتُهُ، ويقول المجيب: وَعَلَيْكُمُ السَّلامُ وَرَحْمَةُ اللَّهِ وَبَركاتُه[12]

## وصلات خارجية
أنظرهل يصح إلقاء السلام بلفظ«سلام عليكم» الإسلام سؤال وجواب